# Marcel Vanschoenbeek
Marcel Vanschoenbeek (Halen, 31 januari 1907 - aldaar, 20 november 1973) was een Belgische politicus voor de CVP en vervolgens de scheurlijst 'Vertrouwen'.

## Levensloop
Marcel Vanschoenbeek was paardenkoopman. Hij was gemeenteraadslid in Halen en Limburgs provincieraadslid. Hij was een politieke vertrouweling van burgemeester Etienne Jacobs en zijn gedoodverfde opvolger. Toen in 1961 niet hij, maar Tony Van Lindt gekozen werd om kandidaat te zijn bij de parlementsverkiezingen, vertroebelde de relatie met Etienne Jacobs.
Bij de gemeenteraadsverkiezingen van 1964 sluit Vanschoenbeek aan bij de Loksbergse kieslijst Vertrouwen. Deze lijst won nipt de verkiezingen en Vanschoenbeek werd burgemeester. Hij bleef dit ook na de gemeenteraadsverkiezingen van 1970 en overleed eind 1973.